# Anuropus pacificus
Anuropus pacificus là một loài chân đều trong họ Anuropidae. Loài này được Lincoln & Jones miêu tả khoa học năm 1973.